# Francesca da Rimini (Rajmáninov)
Francesca da Rimini (título original en ruso, Франческа да Римини, Francheska da Rimini, Op. 25) es una ópera en dos actos con música de Serguéi Rajmáninov y libreto en ruso de Modest Chaikovski, basado en la historia de Francesca de Rímini en el quinto canto del poema épico de Dante El Inferno (la primera parte de la Divina comedia). Rajmáninov había compuesto el dúo de amor para Francesca y Paolo en 1900, pero no emprendió de nuevo la obra en la ópera hasta el año 1904. Se estrenó el 24 de enero (calendario viejo, 11 de enero) de 1906 en el Teatro Bolshói de Moscú, con el propio compositor dirigiendo, en un programa doble con otra ópera de Rajmáninov escrita contemporáneamente, El caballero avaro.

## Personajes
| Personaje                                   | Tesitura | Reparto del estreno 24 de enero de 1906 Director: Serguéi Rajmáninov |
| ------------------------------------------- | -------- | -------------------------------------------------------------------- |
| Fantasma de Virgilio                        | barítono |                                                                      |
| Dante Alighieri                             | tenor    |                                                                      |
| Lanciotto Malatesta                         | barítono | Gueorgui Baklánov                                                    |
| Francesca Malatesta, esposa de Lanciotto    | soprano  | Nadezhda Sálina                                                      |
| Paolo Malatesta, hermano menor de Lanciotto | tenor    | Antón Bonáchich                                                      |